# Malibu Express
Malibu Express è un film statunitense del 1985 diretto da Andy Sidaris. È il primo film della saga Triple B creata da Andy Sidaris.

## Trama
Un cowboy texano e ambizioso investigatore privato Cody Abilene viene incaricato dalla criptica Contessa Luciana di sorvegliare Lillian Chamberlain dopo aver seguito una pista. Nel frattempo, un criminale agisce come un corriere che ruba tecnologia informatica all'avanguardia proprio sotto il naso del governo e la rivende ai russi.